# Lovas Balázs
Lovas Balázs (Hajdúböszörmény, 1977. március 20. –) magyar forgatókönyvíró, producer, díszlettervező.

## Pályafutása
1998-ban a Séta című nagyjátékfilmért az Országos Független Filmszemle második díját kapta meg.
2001-ben Gödörben című forgatókönyve elnyerte a Hartley-Merrill nemzetközi forgatókönyvíró pályázat hazai fordulójának második helyezését.
2003-ban a 34. Magyar Filmszemlén a Legjobb fiatal forgatókönyvírói díjat kapta a Tesó című vígjátékban végzett munkájáért.
Négy évig volt az ELTE filmelmélet szakán a forgatókönyvírói specializáció oktatója. Emellett tanított a Színház- és Filmművészeti Egyetemen, a Budapesti Média Intézetben, továbbá a Werk Akadémián is.

## Filmjei
- Dumapárbaj (2014)
- Hacktion (2011)
- Utolér (2010)
- Konyec – Az utolsó csekk a pohárban (2007)
- Kész Cirkusz (2005)
- Tesó (2003)
- Uno (2002)
- Öcsögök (2001)
- Tempo (2001)
- Vértakony (2000)
- Gyilkosok (2000)

## Könyv
- Dumapárbaj. Draft 5.5; írta Sallai Ervin, Lengyel Balázs, Lovas Balázs, rend. Paczolay Béla; Cafe Film, Bp., 2014